# Аликс Люксембургская
А́ликс Люксембу́ргская, принце́сса де Ли́нь (фр. Alix of Luxembourg, Princess of Ligne; 24 августа 1929, Замок Берг, Люксембург — 11 февраля 2019, Замок Белёй, Валлония) — принцесса Люксембургская, младшая из детей Шарлотты, великой герцогини Люксембурга, и Феликса Бурбон-Пармского.

## Биография
Аликс Люксембургская родилась 24 августа 1929 года в семье Шарлотты, великой герцогини Люксембурга, и Феликса Бурбон-Пармского и была младшей из шести детей. Приходилась младшей сестрой герцогу Жану Люксембургскому, принцу Карлу и трём принцессам  Елизавете,  Марии Аделаиде и Марии Габриэлле.
10 мая 1940 года во время Второй мировой войны правящая семья покинула Люксембург и уехала в Португалию, откуда затем члены династии отправились в США и в Канаду. Вместе со старшими сёстрами Аликс получила образование в колледже Жезус-Мари де Силлери (Квебек).
В апреле 1945 года вместе с семьёй вернулась в Люксембург.
Скончалась 11 февраля 2019 года в возрасте 89 лет в замке Белёй (Бельгия), была похоронена в семейном склепе де Линей.

## Семья
17 августа 1950 года в возрасте 20 года Аликс Люксембургская вышла замуж за бельгийского аристократа Антуана Иоахима де Линя (8 марта 1925 — 21 августа 2005). У супругов было 7 детей (3 сына и 4 дочери):
- Мишель, 14-й принц Линь[англ.] (род. 26 мая 1951), женат на принцессе Элеоноре Орлеан-Брагансской;
- Принц Вотье де Линь (10 июля 1952 — 15 августа 2022), был женат на Регине ван Ренессе;
- Принцесса Анна-Мария де Линь (род. 3 апреля 1954), замужем за Оливье Моргатом;
- Принцесса Кристина де Линь (род. 11 августа 1955) вышла замуж за принца Антониу Орлеан-Брагансского; у пары 4 детей;
- Принцесса София де Линь (род. 23 апреля 1957) вышла замуж за графа Филиппа де Николе;
- Принц Антуан де Линь (род. 28 декабря 1959), женат на графине Минтии де Ланнуа;
- Принцесса Иоланда де Линь (род. 16 июня 1964), вышла замуж за Хьюго Таунсенда.